# Presidio (Texas)
Presidio is een plaats (city) in de Amerikaanse staat Texas, en valt bestuurlijk gezien onder Presidio County.

## Demografie
Bij de volkstelling in 2000 werd het aantal inwoners vastgesteld op 4167.
In 2006 is het aantal inwoners door het United States Census Bureau geschat op 4841, een stijging van 674 (16,2%).

## Geografie
Volgens het United States Census Bureau beslaat de plaats een oppervlakte van
6,7 km², geheel bestaande uit land.

## Plaatsen in de nabije omgeving
De onderstaande figuur toont nabijgelegen plaatsen in een straal van 92 km rond Presidio.